# Figurki Niżnie
Figurki Niżnie – polana w Gorcach na grzbiecie odchodzącym od Kudłonia do Koniny. Na grzbiecie tym pomiędzy Kudłoniem i a Kopą są 4 polany. W kolejności od dołu do góry są to: Figurki Niżnie, Figurki Średnie, Figurki (Figurki Wyżnie) i Pustak Wszystkie znajdują się na obszarze Gorczańskiego Parku Narodowego, w obszarze ochronnym Turbacz.
Polana Figurki Niżnie znajduje się na średniej wysokości około 1125 m n.p.m. Ma duże walory widokowe. W południowym kierunku szczególnie dobrze widoczna jest stąd pobliska Mostownica ze swoją dużą grzbietową polaną Mostownicą, Przysłopek i położony z tyłu za nimi Turbacz. W północno-zachodnim kierunku widok na Beskid Wyspowy z Luboniem Wielkim i Szczeblem, w zachodnim na Pasmo Polic i Babią Górę. W lesie powyżej polany znajdują się skalne wychodnie.
Polana znajduje się w granicach wsi Konina w województwie małopolskim, w powiecie limanowskim, w gminie Niedźwiedź. Jest nieduża, a w wyniku zaprzestania jej pasterskiego użytkowania (koszenia i wypasu) ulega w wyniku naturalnej sukcesji ekologicznej stopniowemu zarastaniu lasem.

## Szlaki turystyki pieszej

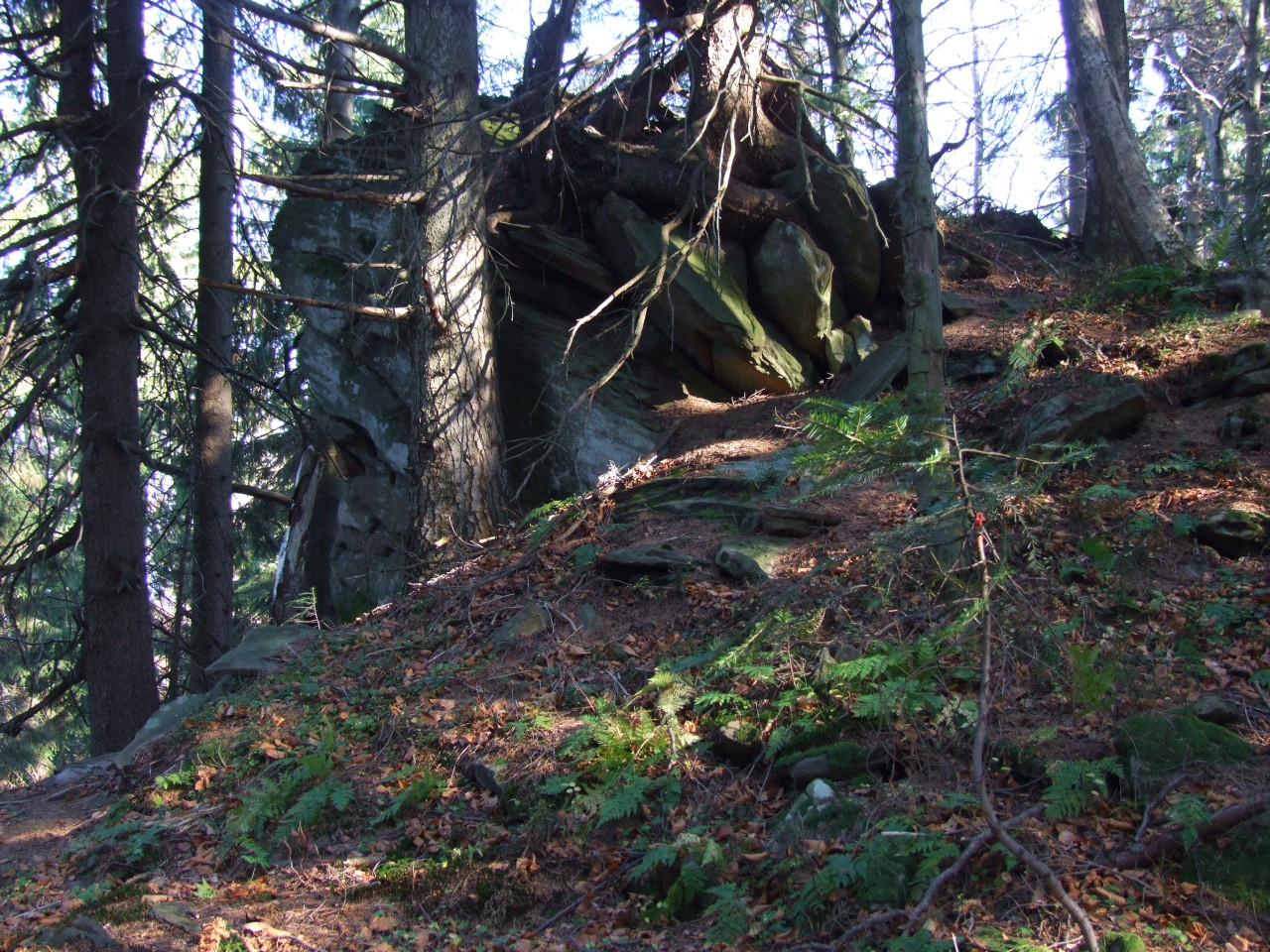
Skała w lesie obok polany

Konina – Cyrla Hanulowa – Kopa – Figurki Niżne – Figurki Średnie – Figurki – Pustak – Kudłoń. Odległość 4,5 km, suma podejść 610 m, czas przejścia 2 godz., z powrotem 1 godz. 10 min.